# Ernesto Palomba
| 95955 Claragianni | 21 agosto 2003 |
| 113659 Faltona    | 2 ottobre 2002 |

Ernesto Palomba (Roma, 27 agosto 1967) è un astronomo italiano.
Dopo aver ottenuto la laurea in fisica nel 1995 alla Sapienza, ha conseguito il dottorato in astrofisica e fisica della materia nel 2001 all'Università della Provenza.
Il Minor Planet Center gli accredita le scoperte di due asteroidi, effettuate tra il 2002 e il 2003.